# Arizona State Route 64
Arizona State Route 64 (kurz AZ 64) ist eine State Route im US-Bundesstaat Arizona.
Die AZ 64 beginnt am Interstate 40 in Williams und endet am U.S. Highway 89 in Cameron. Zwischen Valle und Tusayan verläuft der U.S. Highway 180 zusammen mit der AZ 64. Dieser Teil der State Route wird auch Navahopi Road, Rim Drive oder Bushmaster Memorial Highway genannt. Ab Grand Canyon Village führt der Highway weiter in östliche Richtung. Nördlich des Abschnitts befindet sich der Grand-Canyon-Nationalpark.

## Geschichte
Früher führte die AZ 64 von Cameron bis nach Teec Nos Pos. Dieser Teil gehört aber heute zum U.S. Highway 160. Da einige Abschnitte der Straße technisch nicht vom Arizona Department of Transportation, auf Grund der Lage zum Nationalpark, unterhalten wird, übernimmt dies der National Park Service. Somit ist der Highway auf dem Gebiet des Nationalparks zwar offiziell keine Arizona State Route, wird aber trotzdem als eine ausgeschildert.